# Sarju
Der Sarju (auch Saryu) ist ein etwa 134 km langer rechter Nebenfluss des Mahakali (auch Kali oder Sarda) im indischen Bundesstaat Uttarakhand.

## Verlauf
Der Sarju entspringt im äußersten Norden des Distrikts Bageshwar. Er fließt anfangs etwa 50 km in südsüdwestlicher Richtung durch den Kumaon-Himalaya. Anschließend wendet sich der Fluss nach Südosten und durchfließt die Distrikthauptstadt Bageshwar, wo er den Gomati von rechts aufnimmt. Der Sarju fließt auf den unteren 65 km in überwiegend südöstlicher Richtung. Dabei bildet der Fluss die Grenze zwischen dem nördlich gelegenen Distrikt Pithoragarh sowie Almora und Champawat im Süden. Schließlich erreicht der Sarju bei Pancheshwar an der nepalesischen Grenze den Mahakali (Sarda). 20 km oberhalb der Mündung trifft die Ramganga linksseitig auf den Sarju.